# Карлук (Сурхандарьинская область)
Карлук (узб. Qarluq / Қарлуқ) — городской посёлок, административный центр Алтынсайского района Сурхандарьинской области Узбекистана.

## География
Ближайшая жележнодорожная станция — «Разъезд Шурчи» (23 км). Расстояние между посёлком Карлук и областным центром Термез — 140 км.

## Население
По переписи населения 1989 года в селе проживало более 3842 человек. Для сельского хозяйства жители пользуются водой реки Алтынсай.